# 八幡神社 (高山市清見町夏厩)
八幡神社（はちまんじんじゃ）は、岐阜県高山市清見町夏厩（旧・大野郡清見村大字夏厩）に鎮座する神社（八幡神社）。

## 概要
創建時期は不詳。一説では応永年間に大野郡夏厩村の名主が山城国石清水八幡宮から八幡大神の分霊を勧請し創建したという。
1871年（明治4年）に村社となる。1955年（昭和30年）に岐阜県神社庁より銀幣社の指定を受ける。

## 主祭神
- 八幡大神

## 天然記念物
- 夏厩八幡神社の大スギ（高山市天然記念物）[3]。